# Ligue des jeunes du Cameroun méridional
La Ligue des jeunes du Cameroun méridional (LJCM ; en anglais : Southern Cameroons Youth League, SCYL), est un mouvement séparatiste camerounais actif de 1995 à 2013, dirigé par Lucas Ayaba Cho et Ebenezer Akwanga. Alors que Lucas Ayaba Cho est devenu le leader du Conseil de gouvernement de l'Ambazonie, Ebenezer Akwanga voit la LJCM se transformer en Mouvement de libération du peuple africain.
La LJCM est l'une des organisations issues de la scission du Conseil national du Cameroun méridional (CNCM).

## Histoire
L'Association de la Ligue des jeunes du Cameroun méridional, ancêtre du MLUC est créée en 1959 en tant que syndicat étudiant s'opposant au rattachement de la partie anglophone du Cameroun à la partie francophone, ainsi qu'à l'introduction de l'enseignement du français au Cameroun méridional. La société mère de l'organisation prend des initiatives au sein du Conseil de tutelle des Nations unies.
En tant qu'organisation moderne, elle est créée le 28 mai 1995 et a depuis pour objectif la promotion de la liberté, la justice et le droit à l'autodétermination pour l'ancien Cameroun méridional. Dans sa charte de 2010, approuvée par le comité exécutif national du MLUC, elle proclame que seuls des moyens pacifiques et civilisés permettront d'atteindre ces objectifs,,.
L'International Crisis Group affirme que le MLUC, le Mouvement pour la restauration du Cameroun méridional (SCARM) et le NSUC sont les « plus importants » des groupes formés dans les années 1990 et appelant à la sécession. L'International Crisis Group ajoute que le MLUC était « très actif parmi les étudiants anglophones dans les années 1990 ».
Selon le livre Neoliberal bandwagonism: civil society and the politics of belonging in Anglophone Cameroon de Piet Konings, sociologue et chercheur honoraire au Centre d'études africaines de l'Université de Leyde, publié en 2009 par le Centre d'études africaines. Selon ces études, au Cameroun anglophone, le MLUC « s'est presque transformé en une société secrète dont le but est d'assurer la sécurité et l'ordre public ». Konings note également que pendant son travail sur le terrain, il « a reçu peu d'informations sur la taille, la structure organisationnelle, les armes et les plans du MLUC, et a découvert par la suite que la plupart des membres du MLUC eux-mêmes n'avaient pas ces connaissances et attendaient simplement les instructions de leurs chefs locaux »,,.

## Organisation interne
Le Comité exécutif national, la plus haute autorité, est composé de, :
- Président national : Ebenezer Akwanga
- Commandant stratégique - Commandant suprême : Benedict Kuah
- Secrétariat Général - Secrétaire Général : Lucas Ayaba Cho
- Services de communication
- Département du Trésor
- Bureaux de relations publiques
- Bureaux et succursales juridiques

Le Conseil de commandement, qui constitue le commandement stratégique - le niveau de leadership le plus bas du MLUC - et qui est divisé en districts dans l'ancien Cameroun méridional, doit être composé d'un minimum de 3 à 4 colonies et avoir un chef pour avoir l'autorité d'assurer la sécurité au nom du MLUC,,.